# Furrinalia
I Furrinalia (o Furinalia; in italiano: furrinali o furrinalie) erano un'antica festività romana che si teneva il 25 luglio per celebrare i culti (sacra) della dea Furrina. Era una festa pubblica, ma sia la celebrazione che la dea avevano dei punti oscuri anche ai Romani dell'epoca; Varrone, che visse nella prima metà del I secolo a.C., riferisce che al suo tempo pochi ne conoscessero anche solo il nome. Uno dei quindici flamini di Roma (sommi sacerdoti del culto ufficiale), il flamine furrinale, le era preposto, indicando la sua importanza in epoca arcaica, ed un boschetto sacro, il Lucus Furrinae, le era dedicato ai piedi del Gianicolo, dove si dovevano tenere i culti. Dal momento che Furrina era associata con l'acqua e che i Furrinalia seguivano i Lucaria (festa dei boschi), tenuti dal 19 al 21 luglio ed i Neptunalia del 23 luglio, si può ipotizzare che le festività servissero a scongiurare la siccità.